# نعیم بن حماد
أبو عبدالله نُعَیم بن حَمّاد بن معاویة بن الحارث ابن همام بن سلمة بن مالک الخزاعی (درگذشته به ۱۳ جمادی‌الاول ۲۲۸ هـ.ق. /۱۸ فوریه ۸۴۳ میلادی در سامرا) محدث سنی مذهب اهل مرو رود که به دلیل نوشتن «کتاب الفتن و الملاحم»، که قدیمی‌ترین و مفصل‌ترین کتاب در زمینهٔ آخرالزمان و مهدویت در اسلام است، مشهور است.

## زندگی
او مدتی را در مصر گذراند و زمانی که در بغداد بود توسط معتصم احضار شد تا به «خلق‌شده بودن قرآن» اعتراف کند. اما از از اظهار نظر خودداری کرده و در سامرا زندانی شده و در همان‌جا درگذشت.

## حدیث
او از محدثانی مانند سفیان بن معاویه روایت کرده و محدثانی مانند محمد بخاری و یحیی بن معین از او روایت کرده‌اند. اگرچه او فردی موثق دانسته نشده و افرادی مانند احمد بن شعیب نسائی او را به جعل آزادانهٔ حدیث متهم کرده‌اند. او یک اهل حدیث و همسو با احمد بن حنبل بود. رسول جعفریان او را یک اخباری بسیار ضعیف می‌داند که کارش گردآوری اخبار پراکنده و بی‌اساس بود. گفته‌شده که او زمانی جهمی مذهب بوده و بعدها اهل حدیث شده‌است. از میان اهل سنت، عجلی، احمد بن حنبل، یحیی بن معین، و ابن حبان او را ثقه دانسته‌اند. اما نسائی، ابن عدی، ذهبی، ابن حجر عسقلانی او را تضعیف کرده‌اند. حتی کسانی که او را تضعیف نکرده‌اند، او را به اشتباه در حدیث و توهمات نادرست متهم کرده‌اند.

## کتاب الفتن
کتاب الفتن از جمله کامل‌ترین گردآوری‌های احادیث در مورد حوادث آخرالزمان در اسلام است. این کتاب دایرةالمعارفی از نقل‌ها در زمینهٔ فتنه‌های آخرالزمان است و منبع بسیاری از آثار بعدی در این زمینه است. این کتاب ۷۷ باب دارد که از جملهٔ آنها مهدی موعود و نشانه‌های ظهورش است. نعیم بن حماد اکثر روایات را از صحابه یا تابعین نقل می‌کند و سند احادیث به پیامبر اسلام نمی‌رسد. این گونه روایات نه‌تنها از نظر شیعه ارزشی ندارند، از نظر اهل سنت نیز حجیت ندارند، چون موقوف‌اند و سند آنان به صحابی متوقف می‌شود.
کتاب الفتن بعدها توسط بعضی از نویسندگان شیعی مانند سید بن طاووس گلچین شده (در کتابی با نام «التشریف بالمنن فی التعریف بالفتن») و پس از آن روایات این کتاب در منابع شیعی راه پیدا کرده و در زمان صفویان به عنوان روایات شیعی مطرح گشته‌اند.